# Fort Bragg (Californie)
Pour les articles homonymes, voir Fort Bragg et Bragg.
Fort Bragg est une municipalité côtière du comté de Mendocino située le long de la route 1 californienne, l'axe routier nord-sud principal le long de la côte Pacifique américaine.
À l'origine un fort militaire fondé pendant la guerre de Sécession, Fort Bragg est devenu une destination touristique populaire grâce à ses points de vue pittoresques sur l'océan Pacifique et sa côte découpée typiquement nord-californienne.

## Géographie

### Démographie
| 2000  | 2010  | - | - | - | - |
| ----- | ----- | - | - | - | - |
| 6 941 | 7 273 | - | - | - | - |

### Climat
| Mois                                  | jan.    | fév.    | mars    | avril   | mai     | juin    | jui.    | août    | sep.    | oct.    | nov.    | déc.    | année   |
| ------------------------------------- | ------- | ------- | ------- | ------- | ------- | ------- | ------- | ------- | ------- | ------- | ------- | ------- | ------- |
| Température minimale moyenne (°C)     | 4,6     | 4,7     | 5       | 5,8     | 7,3     | 8,5     | 9,4     | 9,8     | 9,3     | 7,8     | 5,9     | 4,3     | 6,9     |
| Température moyenne (°C)              | 7,7     | 8,4     | 8,9     | 9,9     | 11,4    | 12,9    | 13,9    | 14,1    | 13,7    | 12,1    | 9,6     | 7,6     | 10,8    |
| Température maximale moyenne (°C)     | 10,9    | 12,1    | 12,8    | 14      | 15,6    | 17,2    | 18,3    | 18,4    | 18,2    | 16,4    | 13,3    | 10,8    | 14,8    |
| Record de froid (°C) date du record   | −4 1937 | −4 1989 | −2 1966 | −1 1999 | −2 1965 | 3 2008  | 3 2000  | −1 1995 | 1 2015  | −4 1925 | −3 2004 | −8 1990 | −8 1990 |
| Record de chaleur (°C) date du record | 25 2014 | 27 1896 | 28 1934 | 27 2016 | 27 1982 | 29 1987 | 28 1984 | 28 1993 | 31 1970 | 33 1987 | 29 1895 | 27 1944 | 33 1987 |
| Précipitations (mm)                   | 194,6   | 184,7   | 163,3   | 91,4    | 39,9    | 18,8    | 1,8     | 2,5     | 6,4     | 57,4    | 115,6   | 220     | 1 096,4 |
| Nombre de jours avec précipitations   | 15,2    | 13,7    | 14,6    | 10,9    | 6,8     | 3,1     | 2,1     | 2,9     | 3,7     | 6,9     | 12,8    | 18,3    | 104,3   |

## Glass beach
Glass Beach (la plage de verre) est une plage exceptionnelle de Fort Bragg en Californie où le ressac a transformé une pollution d'origine humaine en phénomène singulier,. En effet, à partir de 1949, les habitants de la région ne disposant pas de décharge publique à proximité, déversent leurs déchets directement sur la plage et dans l'océan. Ainsi, épaves automobiles, appareils électroménagers hors d'usage et ordures ménagères s'entassent sur le rivage,,.

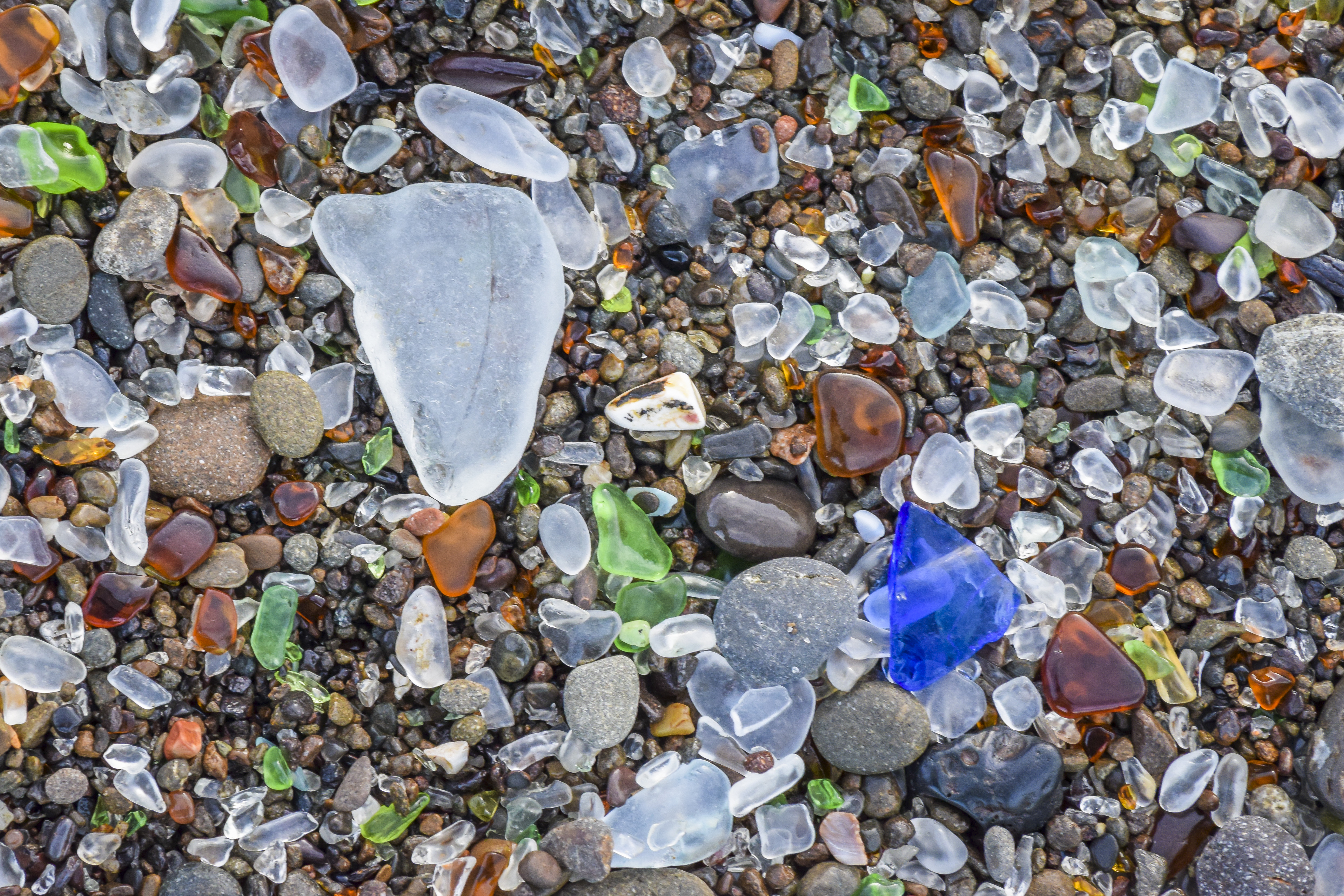
Fragments de verre sur la plage Glass Beach.

Au début des années 1960, le dépôt de produits toxiques est interdit puis, en 1967, le North Coast Water Quality Board fait définitivement fermer cette décharge sauvage. Si des campagnes de dépollution permettent d'éliminer les plus gros déchets, les débris de verre qui jonchent la côte ne peuvent être enlevés faute de solution technique,,. 
Sous l'action du ressac, ces morceaux de verre se sont transformés en galets de verre poli et le sable de la plage entièrement remplacé par un lit de galets multicolores. Propriété du California Department of Parks and Recreation, les environs sont désormais une zone protégée  rattachée au parc régional MacKerricher. Trois autres « plages de verre » sont recensées, à Benicia en Californie, dans la baie hawaïenne de Hanapepe et dans la baie de Guantánamo au sud-est de Cuba,.
Glass Beach, qui participe à la sensibilisation écologique, attire désormais énormément de touristes dans un environnement original. De nombreuses personnes se rendent à la plage pour chercher du verre poli bien que cette pratique soit interdite ;  des panneaux indicateurs avertissent qu'il est interdit de retirer du verre,.